# 棕沙燕
（學名：Riparia chinensis），燕科沙燕屬的一種。2022年，为更好地反映其形态特征，“中国鸟类名录”10.0版将褐喉沙燕的中文名修改为灰喉沙燕。
分佈於塔吉克斯坦，阿富汗和印度次大陸到华南、台灣和菲律賓北部。以前被認為与“非洲褐喉沙燕”是同一物种。

## 特征
褐喉沙燕体重约9.8克，翼长约89.9毫米，嘴峰长约9毫米，喙宽度约3毫米，喙厚度约2毫米，跗蹠长约11.3毫米，尾长约42毫米。褐喉沙燕是部分迁徙的鸟类，其栖息在开放的野地，如農田，草原和熱帶草原，通常靠近水域，食性为肉食性，主要食物来源是陆生无脊椎动物。

## 亚种
- ：分布于阿富汗和巴基斯坦至北印度、缅甸和东南亚地区。
- ：分布于菲律宾北部。[4]